# Éthyl-maltol
L’éthyl-maltol (2-éthyl-3-hydroxy-4-pyranone) nommé aussi veltol ou éthyl-praline au laboratoire Firmenich, est un composé analogue du maltol, où le groupe méthyle est substitué par un groupe  éthyle. Contrairement au maltol, c’est un composé artificiel qui n’a pas d’équivalent dans la nature. Inventé en 1969 et six fois plus puissant que le maltol (notamment présent à l’état naturel dans le cacao), ce composant de formule brute C7H8O3 évoque des odeurs de fruits cuits ou de caramel .

## Chimie
L’éthyl-maltol est un composé cristallin blanc stable à température ambiante et soluble dans les solvants polaires.
Ce composé, utilisé dans les parfums, dégage une odeur sucrée rappelant le caramel, la praline et les fruits cuits. Il est six fois plus puissant que le maltol.

## Utilisation
C’est un composant important utilisé dans l’industrie alimentaire comme aromatisant (numéro FEMA GRAS 3847), il est considéré par l'IOFI comme un arôme artificiel, comme exhausteur de goût.  
Il est autorisé aux États-Unis d’Amérique  par la FDA suivant le Code of Federal Regulations 21 CFR172.515 comme aromatisant synthétique
Depuis quelques années, l'Ethyl-maltol est utilisé par les vapoteurs afin de donner une note sucrée aux liquides à vaper.
Il est aussi largement utilisé dans l'industrie du parfum comme composant de parfums.

## Parfums contenant de l'éthyl-maltol
C'est dans la composition d'Angel que s'est opérée la première utilisation de l'éthyl-maltol dans la parfumerie. Auparavant, il n'était utilisé que dans le domaine alimentaire.
Angel de Thierry Mugler, 1992
Black XS for Her de Paco Rabanne, 1994
Lolita Lempicka de Lolita Lempicka, 1997
Flowerbomb de Viktor & Rolf, 2005
Forbidden Euphoria de Calvin Klein, 2011
Loverdose de Diesel, 2011
La Vie est Belle de Lancôme, 2012
Jimmy Choo de Jimmy Choo
Nina de Nina Ricci